# Efficienza aerodinamica
In aerodinamica l'efficienza aerodinamica indica il rapporto tra portanza e la resistenza di un profilo alare o più genericamente di un velivolo. Siccome solitamente la fusoliera produce resistenza e non portanza, l'efficienza di un intero velivolo è minore rispetto a quella di un'ala.
La sua formula è:
{\displaystyle E=L/D}
dove L è la portanza (Lift), ed D è la resistenza aerodinamica (Drag).
Per quanto riguarda lo studio dei profili alari, la formula può essere espressa come rapporto dei coefficienti aerodinamici: 
{\displaystyle E=c_{L}/c_{D}}
dove CL è il coefficiente di portanza e CD è il Coefficiente di resistenza aerodinamica.
Come si può dedurre dalla formula precedente, poiché CD e CL variano per lo stesso profilo a seconda dell'Angolo d'attacco, l'efficienza cambia a seconda di tale angolo, secondo un grafico chiamato polare.
Maggiore sarà il valore dell'efficienza E, migliore sarà il rendimento del profilo.
Si noti che il valore dell'efficienza, essendo il rapporto tra due grandezze omogenee, è adimensionale, cioè non ha unità di misura.

## Efficienza di un aeromobile
Nell'uso comune in ambito aeronautico, il termine efficienza è usato per indicare il rapporto tra la distanza orizzontale in metri percorsa dal velivolo in planata, con una perdita di quota pari a un metro in aria ferma:
{\displaystyle E=d/h}
dove d è la distanza e h è la quota persa.
Se ad esempio un velivolo ha efficienza 30, significa che è in grado di percorrere 30 metri in orizzontale perdendo un metro di quota. Gli alianti sono caratterizzati da valori di efficienza relativamente alti, in genere intorno a 30, ma possono raggiungere valori superiori a 70 nei modelli da competizione.
Gli aeroplani a motore, in planata, raggiungono naturalmente valori di efficienza molto più bassi, tra 10 e 20.
In questa accezione è di frequente utilizzo il termine rapporto di planata.

L'efficienza è uno dei parametri caratteristici di un velivolo, e dipende dalle caratteristiche costruttive dello stesso. 
Ogni velivolo, con un determinato peso (in genere si considera il peso massimo al decollo o MTOW), ha una velocità caratteristica alla quale l'efficienza è massima, detta, appunto, velocità di massima efficienza (da qui VMaxEff).
È da sottolineare che tale valore è espresso dal costruttore in aria ferma, cioè in assenza di vento e di moti convettivi della massa d'aria in cui vola l'aliante. 
Nell'aria in movimento la VMaxEff cambia, ed in particolare:
- diminuisce nel caso in cui vi sia una componente del vento opposta alla traiettoria dell'aeromobile o in caso di discenzenza dell'aria
- aumenta se la componente del vento lungo la traiettoria è solidale alla stessa o in caso di ascendenza dell'aria.

Per la determinazione della VMaxEff, il costruttore mette a disposizione un grafico che rappresenta una curva su un piano cartesiano i cui due assi esprimono la velocità verticale (negativa) e la velocità relativa (TAS).
È da sottolineare che ad un aumento del peso del velivolo segue un incremento della VMaxEff, ma non dell'efficienza. Per esempio l'aliante ASK-21 che con un pilota a bordo ha un'efficienza massima di 34 alla velocità di 85 km/h, con due piloti a bordo ha un'efficienza 34, ma ad una velocità di 90 km/h.

Per questo motivo, nelle competizioni volovelistiche di velocità, viene aumentato il peso dell'aliante mediante zavorre d'acqua.

## Esempi
L'aliante con efficienza migliore mai costruito è il Flugtechnik & Leichtbau eta, con efficienza pari a 72.
Le più recenti tute alari hanno un'efficienza superiore a 3.